# 小倉町 (薩摩川内市)
小倉町（こくらちょう）は、鹿児島県薩摩川内市の町。旧薩摩国高城郡水引郷小倉村、高城郡水引村大字小倉、薩摩郡西水引村大字小倉、薩摩郡水引村大字小倉、川内市小倉町。郵便番号は899-1922。人口は445人、世帯数は207世帯（2020年10月1日現在）。

## 地理

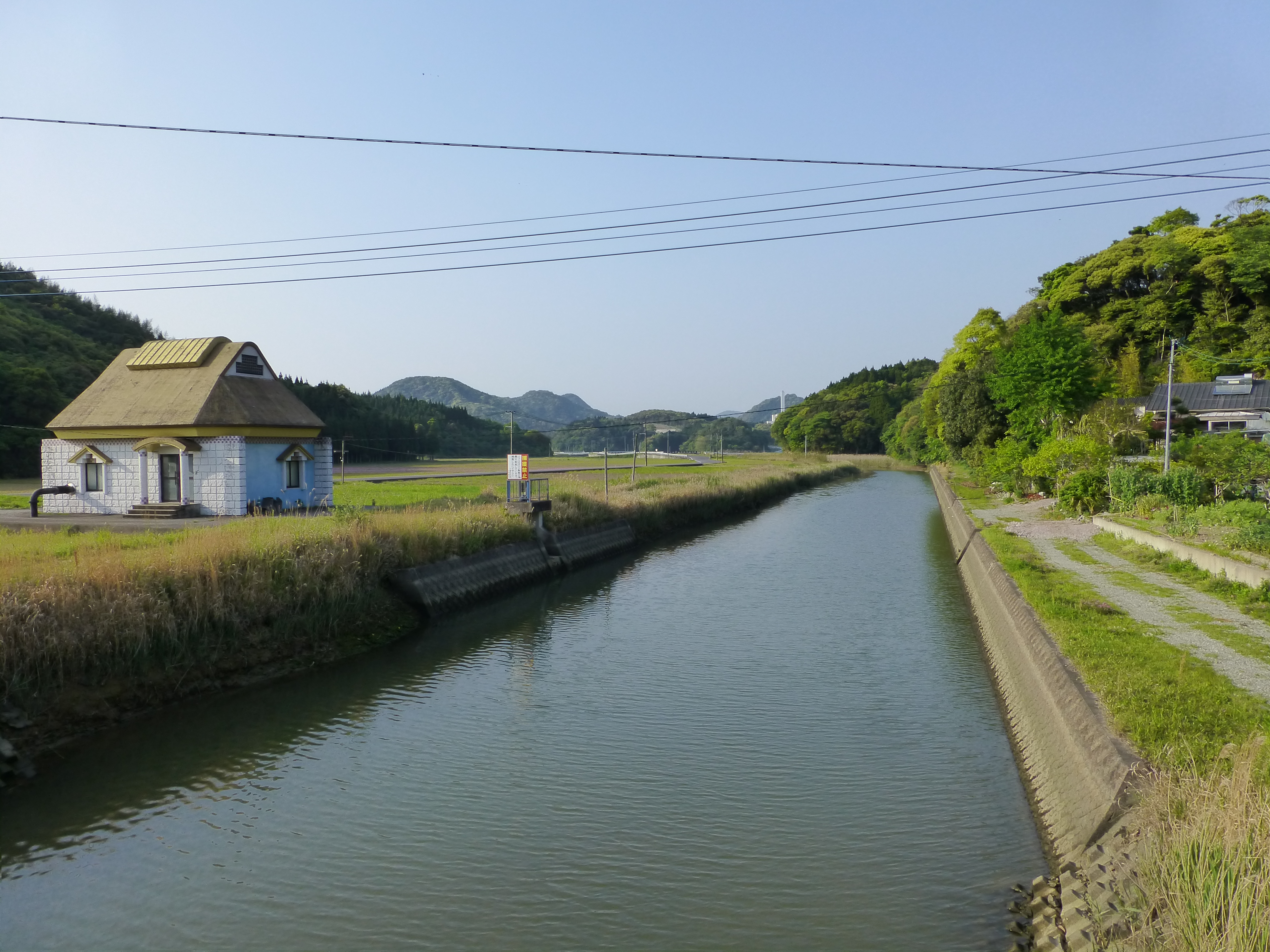
小倉町を流れる小倉川

薩摩川内市の本土側の西部、川内川の下流域に位置している。字域の北方から東方にかけては陽成町、南方には高江町、西方には湯島町、水引町、東方には五代町がそれぞれ隣接している。
字域の南端部には川内川が流れ、それに沿って鹿児島県道44号京泊大小路線が通っている。また、中央部には国道3号が東西に通っており、それに沿って肥薩おれんじ鉄道線が通っているが、字域内には駅は所在しない。その他東端部にある岩元交差点で鹿児島県道340号湯之元佐目野線が陽成町方面へ分岐する。また、町域の中央部を南九州西回り自動車道が南北に通っており、高江町との間は「川内川大橋」が架かっている。
集落は国道3号付近の川底集落や県道44号付近の小倉集落があり、字域の中央部を南北に流れる小倉川周辺に水田がある。

### 河川
- 川内川
  - 高城川
  - 小倉川

## 歴史

### 小倉の成立
小倉という地名は江戸時代より見え、薩摩国高城郡水引郷のうちであった。江戸時代前期から江戸時代中期にかけては五代村（現在の五代町）と共に「水引村」となっており、天保年間には水引村は宮内村（現在の宮内町）に吸収されたことが確認されている。その後小倉村は五代村と共に宮内村から分離したと考えられている。

### 町村制施行以後
1889年（明治22年）に町村制が施行されたのに伴い、水引郷（網津村、小倉村、草道村、大小路村、五代村、宮内村）の区域を以て高城郡水引村が成立した。それまでの小倉村の区域は、水引村の大字「小倉」となったが、2年後の1891年（明治24年）に網津にある石灰工場の利益独占を狙い、網津、小倉、草道の3大字が西水引村として、その他の3大字も東水引村として解体分割され、水引村は消滅し、小倉は西水引村の大字となった。1929年（昭和4年）には東水引村が隈之城村、平佐村と合併し、川内町となったのに伴い、西水引村は水引村に改称。小倉は水引村の大字となった。
1951年（昭和26年）4月1日には水引村が川内市に編入された。同月の11日に鹿児島県公報に掲載された「 川内市の区域内の一部の大字名及び区域変更」（鹿児島県告示）により4月1日付で元薩摩郡水引村大字小倉の区域を以て新たに川内市の町「小倉町」が設置された。
2004年（平成16年）10月12日に川内市、東郷町、入来町、祁答院町、樋脇町、下甑村、上甑村、鹿島村、里村が新設合併し薩摩川内市が設置された。この市町村合併に伴い設置された法定合併協議会において川内市の町・字については「現行通りとする。」と協定されたため、名称の変更は行われずに薩摩川内市の町となった。

## 人口
以下の表は国勢調査による小地域集計が開始された1995年以降の人口の推移である。
| 年                 | 人口 |
| ------------------ | ---- |
| 1995年（平成7年）  | 786  |
| 2000年（平成12年） | 690  |
| 2005年（平成17年） | 623  |
| 2010年（平成22年） | 578  |
| 2015年（平成27年） | 500  |
| 2020年（令和2年）  | 445  |

## 施設

### 公共
- 川内クリーンセンター

### 寺社
- 射勝神社
- 浄光寺

## 小・中学校の学区
市立小・中学校に通う場合、学区（校区）は以下の通りとなる。
| 町丁   | 番地             | 小学校                 | 中学校                   |
| ------ | ---------------- | ---------------------- | ------------------------ |
| 小倉町 | 字小倉を除く全域 | 薩摩川内市立水引小学校 | 薩摩川内市立水引中学校   |
| 小倉町 | 字小倉           | 薩摩川内市立亀山小学校 | 薩摩川内市立川内北中学校 |

## 交通

### 道路
一般国道
- 国道3号

一般県道
- 鹿児島県道44号京泊大小路線

### 鉄道
字域内には肥薩おれんじ鉄道線が中央部を通っているが、字域内には鉄道駅は所在していない。最寄り駅は草道駅または上川内駅である。